# Preservação linguística
Se chamam preservação de línguas os esforços para impedir que as línguas se tornem desconhecidas. Um idioma corre risco de ser perdido quando já não é ensinado às gerações mais jovens, enquanto falantes fluentes da língua (geralmente os mais velhos) morrem.
A linguagem é uma parte importante de qualquer sociedade, porque permite que as pessoas se comuniquem e se expressem. Quando uma língua morre, as gerações futuras perdem uma parte vital da cultura que é necessária para entendê-la completamente. Isso torna a linguagem um aspecto vulnerável do património cultural, e preservá-la torna-se especialmente importante. De acordo com a [[Organização das Nações Unidas para a Educação, a Ciência e a Cultura|United Nations Educational, Scientific, and  Mais de 3.000 línguas são supostamente faladas por menos de 10.000 pessoas cada. Ethnologue, uma obra de referência publicada pelo SIL Internacional, tem catalogado as línguas vivas conhecidas no mundo, estimando que 417 idiomas estão à beira da extinção.

## Razões para ameaças ou extinções linguísticas
Existem diferentes fatores que podem colocar a língua em perigo de extinção. Um ocorre quando uma língua não é mais ensinada para as crianças da comunidade, ou pelo menos para um grande número delas. Nestes casos, o restante dos fluentes falantes da língua são, geralmente, os membros mais antigos da comunidade, e quando eles morrem, a língua morre com eles.
Crianças falantes não são suficientes para garantir a sobrevivência de uma língua, no entanto. Se as crianças que não falam a língua são transferidas para outra área onde ela não é falada, a língua se torna ameaçada de extinção. Questões políticas e militares também podem comprometer um idioma. Quando as pessoas são forçadas a abandonar suas casas e se realocarem em terras novas, elas podem ter de aprender a língua dessa nova área para se adaptar, acabando por perder a sua língua. Da mesma forma, quando um país ou território são invadidos com sucesso, a população pode ser forçada a aprender o idioma do invasor.
Uma língua pode também tornar-se associada à uma  classe social menor. Aqui, os pais encorajam seus filhos a utilizarem a língua usada com mais frequência na sociedade para se distanciarem da considerada classe inferior. Em uma ou duas gerações onde isso acontece, a língua pode ser facilmente perdida.

## Importância da preservação
Quando uma língua morre, o conhecimento e a capacidade para entender a cultura que a falou também fica ameaçada porque os ensinamentos, os costumes, as tradições orais e outros conhecimentos herdados não são mais transmitidos entre falantes nativos. À medida em que cada língua morre, a ciência na linguística, antropologia, pré-história e psicologia perdem diversidade de fontes de dados.

## Formas de preservar uma língua
Existem diferentes pensamentos sobre as melhores maneiras de preservar uma língua. Um jeito é incentivar as gerações mais jovens para usarem a língua enquanto crescem, para que eles em seguida a ensinem a seus filhos. Em muitos casos, esta opção é quase impossível. Muitas vezes há muitos fatores que colocam em risco uma língua, e é impossível controlar cada um desses fatores para garantir a sua sobrevivência.
A internet pode ser usada para aumentar a conscientização sobre as questões de extinção e preservação linguísticas. Este recurso pode ser utilizado para traduzir, catalogar, armazenar e fornecer informações e acesso a idiomas. Novas tecnologias, tais como podcasts podem ser usadas para preservar a versão falada de idiomas, enquanto documentos escritos podem manter as informações sobre a literatura e a linguística nativas dessa língua.
Cientistas da computação estimam que apenas 10% das línguas do mundo são utilizados online. O Google permite que seus usuários selecionem dentre 36 idiomas, sendo 28 deles de origem europeia, o que claramente marginaliza idiomas Indígenas e nativos. O provedor internacional de internet VeriSign estima que 65-70% de todo o conteúdo da internet está em inglês.
O uso de documentos escritos para preservar as informações sobre o nativo de literatura e linguística também não vem sem potenciais problemas. Só porque um idioma é escrito, isso não significa que ele vai sobreviver. Informações escritas em forma de livro ou manuscrito são sujeitas a problemas com ácido,  problemas com encadernação, questões com monitoramento ambiental, e preocupações com segurança.
A tecnologia também pode ser usada para preservar a integridade das versões faladas de idiomas. Muitas das mesmas técnicas usadas na gravação da história oral podem ser utilizadas para preservar as línguas faladas. Preservacionistas podem usar gravações em fita magnética, juntamente com gravações em vídeo e novas tecnologias, como podcasts, para gravar utilizações orais de línguas. A tecnologia também é vulnerável a nova tecnologia. Esforços de preservação falharão se a tecnologia utilizada para ouvir ou ver a mídia como áudio, gravações em fita magnética ou fitas de vídeo for perdida.
A Administração para os Nativos Americanos publicou o Guia de Referência para o Estabelecimento de Arquivos e Armazenamento, que explica por que o armazenamento de idiomas é vital para esforços de preservação linguística a longo prazo. O guia oferece conselhos práticos sobre o que preservar e porquê; ele explica o que um repositório de língua é, como construir um, e os custos envolvidos; e lista outros recursos para a criação de um arquivo e um repositório.